# Ligne 1 du tramway de Szeged
Pour les articles homonymes, voir Ligne 1.
La ligne 1 du tramway de Szeged circule entre Szeged Pláza et Szeged pályaudvar. 